# Amphimas
Genre
Classification phylogénétique
Amphimas est un genre de plantes à fleurs dicotylédones de la famille des Fabaceae, sous-famille des Faboideae, originaire d'Afrique, qui comprend trois espèces acceptées.

## Liste d'espèces
Selon The Plant List (23 octobre 2018) :
- Amphimas ferrugineus Pellegr.
- Amphimas pterocarpoides Harms
- Amphimas tessmannii Harms